# Lymantria faircloughi
Lymantria faircloughi este o specie de molii din genul Lymantria, familia Lymantriidae, descrisă de Holloway 1999 Conform Catalogue of Life specia Lymantria faircloughi nu are subspecii cunoscute.